# Cryptopalpus semiater
Cryptopalpus semiater là một loài ruồi trong họ Tachinidae.